# Dänische Wiek
Dänische Wiek er en bugt i den sydlige del af Greifswalder Bodden (en lagune i den sydlige del af Østersøen) ved mundingen af floden Ryck i nærheden af byen Greifswald.
Den er omkring 2½ kilometer bred, 3 kilometer lang og dens kystlinje er omkring 4½ kilometer, og udgør omkring 1,6 %. af Greifswalder Bodden Ihre Tiefen liegen zwischen 0,9 und 4,6 Metern, bei einer durchschnittlichen Tiefe von 3,87 m.
Greifswaldbydelene Wieck, Eldena og Ladebow ligger ved sydvestbreddden af bugten, hvor også floden Ryck munder ud. Mod øst grænser kommunerne Loissin og Kemnitz ud til bugten. Den er de fleste steder lavvandet (under fire meter), men der er en lidt dybere sejlrende til havnen i Ladebow (6,9 m), der er havn for byen Greifswald.
Mod sydøst muder Ziese ud. Mod nordvest rager det lavvandede Wampener Riff langt ud i bugten. Den sydøstlige del af bugten er spærret for motorbådssejlads. Strandbadene Eldena mod syd, Ludwigsburg mod øst og stranden ved Wampen (sandbanke) på vestkysten af bugten bruges både af lokale og turister.
Bugtens navn Dänische Wiek kommer af at grundlæggeren af Klosteret Eldena, der lå lige syd for Rycks udløb, fyrst Jaromar 1. af Rügen, koloniserede området ved bugten med hjælp af danske Cisterciensermunke i 1199.